# Elena Volkova (cestista)
Elena Veniaminovna Volkova (in russo Елена Вениаминовна Волкова?; Vologda, 9 aprile 1983) è un'ex cestista russa.

## Carriera
Con la Russia ha disputato i Campionati europei del 2009.